# 西蒙·馬基羅克
馬基羅克（丹麥語：Simon Makienok Christoffersen，1990年11月21日—）是一名丹麥足球前鋒，現效力丹麥足球超級聯賽球會邦比。

## 職業數據
以下是馬基羅克的職業數據 ︰
| 賽季    | 球會     | 上陣 | 入球 | 聯賽         |
| ------- | -------- | ---- | ---- | ------------ |
| 2008/09 | 夏霍治   | 04   | 0    | 丹麥甲組聯賽 |
| 2009/10 | 赫福爾格 | 010  | 01   | 丹麥超級聯賽 |
| 2010/11 | 赫福爾格 | 028  | 016  | 丹麥甲組聯賽 |
| 2011/12 | 赫福爾格 | 017  | 05   | 丹麥超級聯賽 |
| 2011/12 | 邦比     | 014  | 05   | 丹麥超級聯賽 |
| 2012/13 | 邦比     | 031  | 015  | 丹麥超級聯賽 |
| 2013/14 | 邦比     | 024  | 012  | 丹麥超級聯賽 |
| TOTAL   | TOTAL    | 128  | 54   |              |